# 仲町 (小平市)
仲町（なかまち）は、東京都小平市の地名。郵便番号は187-0042。

## 地理
東を天神町、西を小川町・小川東町、南を学園東町、北を美園町と東村山市萩山町に接する。小平市境でもある北限は概ね小平高校通りであるが、西寄りでは東京都東村山福祉園・東京都立萩山実務学校の敷地の南端に沿っている。ただしこの境界はそれらが設置される前からの古いもののようである。東の境界は概ね回田道。西は概ね萩山実務学校の敷地西側の辺の延長線で、西武多摩湖線には達していない。青梅街道より南の境界は複雑である。

### 特色
仲町は丁目で分割されておらず、人口は9000人余りと、小平市の町丁としては上位に入る多さとなっている。
標高約70m強の平坦な土地。東西を青梅街道(東京都道5号新宿青梅線)と緑川通り、南北をあかしあ通りと東京都道230号小平停車場小川新田線が結ぶ。河川はない。なお、緑川はかつて短期間存在した人工的な排水路(いわゆるドブ川)で、自然の河川とは異なる。一方、青梅街道の南北を小川用水が並行するが、これはかつて上水として用いられた用水路である。
ほぼ全域が低層住居専用地域で、住宅地である。最寄駅は西武新宿線・拝島線小平駅と、西武多摩湖線青梅街道駅。いずれも仲町の中にはない。

## 歴史
町名は、小平のほぼ中央にあることに加え、住民の和親を願って付けられた瑞祥地名である。
市制施行に合わせてこの名前となる直前には小川新田と呼ばれていた地域に相当する。
なお、なかまちテラスから旧仲町公民館(現ゆりのこ保育園)の辺りにかけては元の小平町役場の庁舎所在地で、その後自治体警察小平町警察署庁舎、小平市図書館(現仲町図書館)、小平公民館(現仲町公民館)などに転用された。

## 世帯数と人口
2022年（令和4年）8月1日現在の世帯数と人口は以下の通りである。
| 町丁 | 世帯数    | 人口    |
| ---- | --------- | ------- |
| 仲町 | 4,487世帯 | 8,983人 |

## 小・中学校の学区
市立小・中学校に通う場合、学区は以下の通りとなる。
| 番地                                             | 小学校                   | 中学校                 |
| ------------------------------------------------ | ------------------------ | ---------------------- |
| 1～209、210-2.4.5、213-4、216-2、217-2、518～684 | 小平市立小平第十四小学校 | 小平市立小平第一中学校 |
| 210-1、213-1、216-1、217-1、218～438             | 小平市立小平第二小学校   | 小平市立小平第一中学校 |
| 439～507                                         | 小平市立学園東小学校     | 小平市立小平第一中学校 |

なお、522～684番地（青梅街道以南）は小平市立学園東小学校も選択できる調整区域であり、439～507番地は小平市立小平第二小学校も選択できる調整区域である。

## 交通

### 鉄道

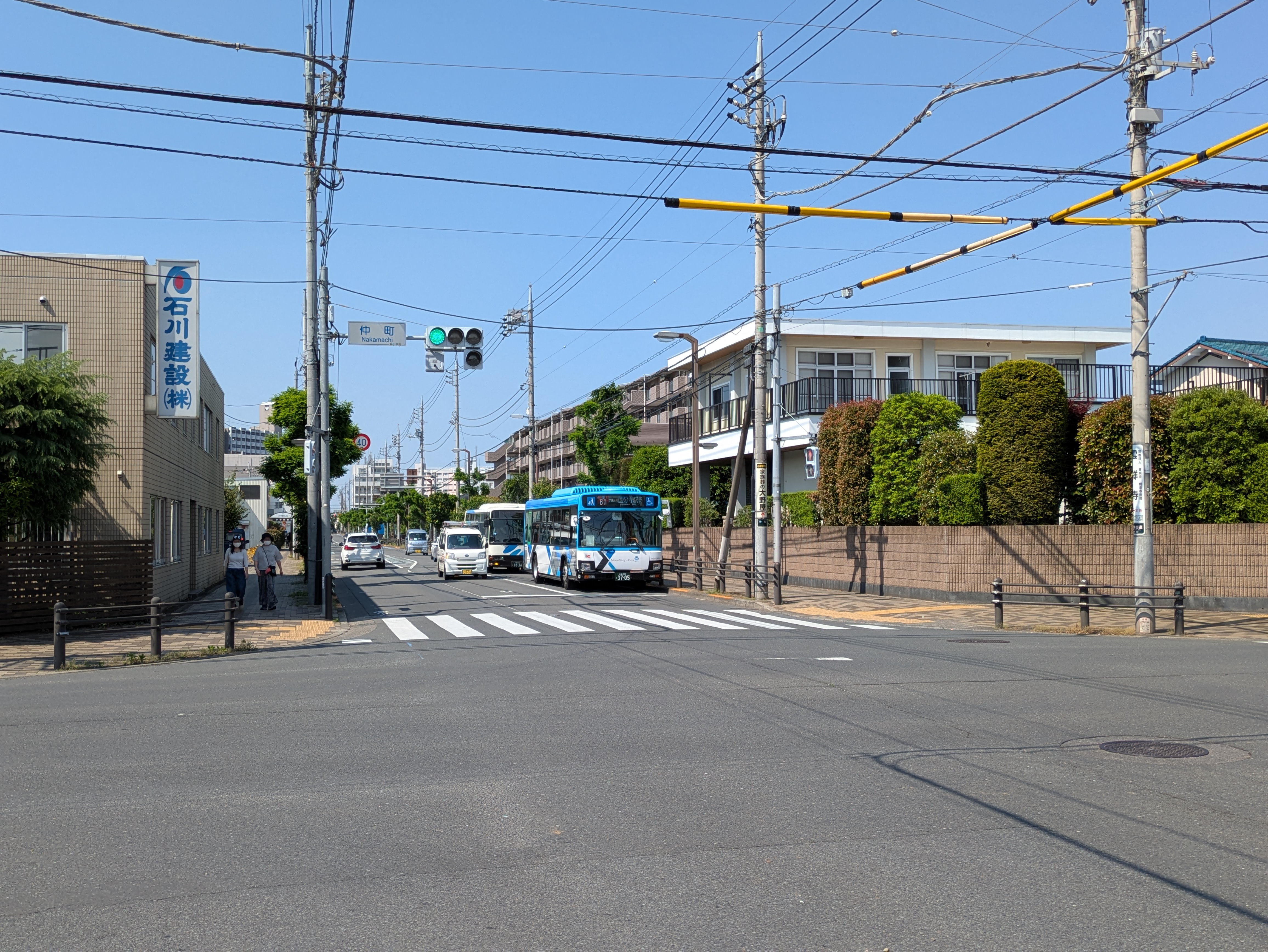
仲町交差点

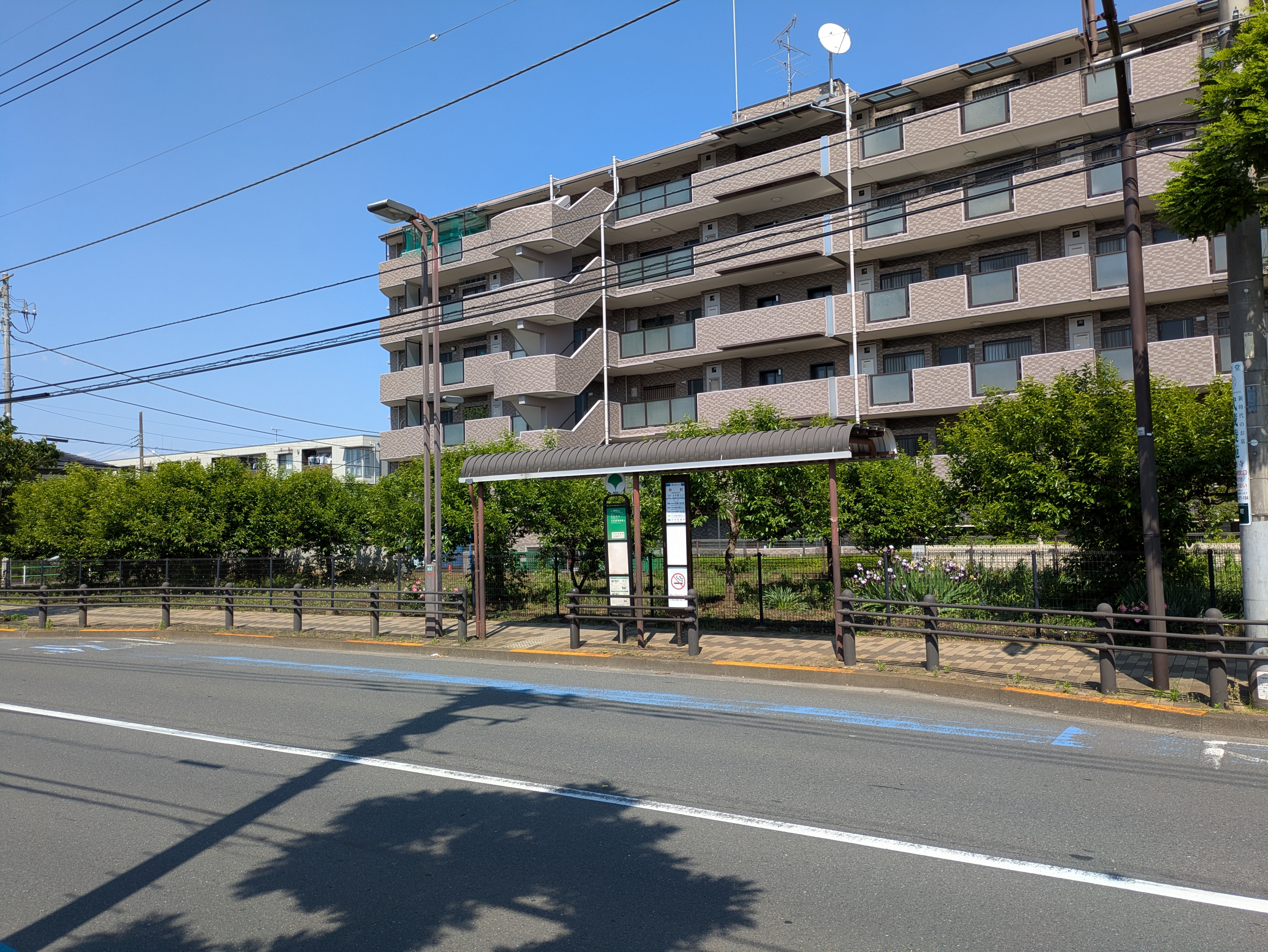
仲町バス停

町内に鉄道駅はない。
| 隣接する街区の駅                                                                                                   |
| --- |
| 西武新宿線 拝島線 - 小平駅（SS 19) 拝島線 西武多摩湖線 - 萩山駅(SS 30)（ST 04） 西武多摩湖線 - 青梅街道駅（ST 03） |

### バス
- 西武バス小平営業所が、周辺のバス路線を運行している。
- 立川バス上水営業所が、周辺のバス路線を運行している。
- 都営バス青梅支所が、周辺のバス路線を運行している。

### 道路
- 東京都道5号新宿青梅線
- 東京都道230号小平停車場小川新田線

## 施設
- 東京都立小平高等学校
- 小平市立小平第一中学校
- 小平市立小平第二小学校
- 小平市立小平第十四小学校
- 小平消防署
- なかまちテラス(仲町公民館、図書館)
- 熊野宮(昔の小川村の東の境界)